# 谷本雅之
谷本 雅之（たにもと まさゆき、1959年 - ）は、日本の経済学者。東京大学教授。
専門は近代を中心とした日本経済史。とりわけ織物業を中心とした問屋制家内工業などの在来型産業の経済発展に詳しい。

## 略歴
1978年札幌南高等学校卒業（28期）。1982年東京大学経済学部卒業、1987年東京大学大学院経済学研究科博士課程単位取得退学、富山大学経済学部助教授、1997年東京大学経済学研究科助教授、1999年「日本における在来的経済発展と織物業 市場経済と家族経済」で東大経済学博士。2005年同教授。

## 受賞歴
- 1998年 - 第41回日経・経済図書文化賞（『日本における在来的経済発展と織物業──市場形成と家族経済』（名古屋大学出版会、1998年）に対して）
- 1998年 - 平成11年度中小企業研究奨励賞本賞（同上）
- 2024年 - 2024年度中小企業研究奨励賞 特賞（『在来的発展と大都市──20世紀日本における中小経営の展開』（名古屋大学出版会、2024年）に対して）

## 著書

### 単著
- 『日本における在来的経済発展と織物業──市場形成と家族経済』（名古屋大学出版会、1998年）
- 『在来的発展と大都市──20世紀日本における中小経営の展開』（名古屋大学出版会、2024年）

### 共著
- 『日本経済史』（沢井実と共著、有斐閣、2016年）

### 編著
- 『白木屋文書 諸問屋記録』（林玲子共編著、るぼわ書房、2001年）
- 『日本近代国家の成立とジェンダー』（氏家幹人・桜井由幾・長野ひろ子共編著、柏書房、2003年）
- 『The Role of Tradition in Japan's Industrialization』（谷本雅之編、Oxford University Press、2006年）
- 『Public Goods Provision in the Early Modern Economy』（R.BIN WONG共編著、University of California Press、2019年）

### 訳書
- ジャネット・ハンター『日本の工業化と女性労働―戦前期の繊維産業』阿部武司共監訳、有斐閣、2008年）